# Philippe-Louis II de Hanau-Münzenberg
Philippe-Louis II de Hanau-Münzenberg (18 novembre 1576, à Hanau – 9 août 1612, à Hanau), a été l'un des plus notables comtes de Hanau du début de la période moderne, pour ses politiques, apportant des changements radicaux.
Le comte Philippe-Louis II de Hanau-Münzenberg est né dans le château à Hanau et baptisé deux semaines plus tard, le 3 décembre. Ses parents étaient le comte Philippe-Louis Ier de Hanau-Münzenberg (1553-1580) et de Madeleine de Waldeck (1558-1599).

## La tutelle
Il a nominalement succédé à son père décédé le 4 février 1580, quoique sous la tutelle des comtes Jean VI de Nassau-Dillenbourg (1536-1606), Louis Ier de Sayn-Wittgenstein (1568-1607) et Philippe IV de Hanau-Lichtenberg (1514-1590), qui a été remplacé en 1585 par son fils, le comte Philippe V de Hanau-Lichtenberg (1541-1599).
Sa mère, veuve, Madeleine, s'est remariée le 9 décembre 1581 à Jean VII de Nassau-Siegen (1561-1623), le fils de l'un des gardiens. En conséquence Philippe-Louis II et de son frère cadet, le comte Albert, ont rejoint le Nassau-Dillenbourg, un centre du mouvement de la Réforme en Allemagne et étroitement liée à l'Électorat du Palatinat du Rhin. Les nouvelles idées qu'il a rencontrés ici ont grandement influencé sa vie.
La tutelle s'est achevée seulement en 1608, à la demande de l'électeur palatin Frédéric IV du Palatinat (1574-1610).

## Famille
Lors d'une fête de mariage à Dillenbourg qui a duré du 23 octobre 1596 au 3 novembre 1596, il a épousé Catherine-Belgique d'Orange-Nassau, la troisième fille de Guillaume Ier d'Orange-Nassau. Ils ont eu les enfants suivants:
1. Charlotte-Louise de Hanau-Münzenberg (de) (1597-1649 Cassel), qui ne s'est pas mariée
2. Fille (29 juillet 1598 – 9 août 1598), est mort non-baptisée
3. Philippe Ulrich (2 janvier 1601 – 7 avril 1604 Steinau)
4. Amélie-Élisabeth de Hanau-Münzenberg (1602-1651 Cassel), mariée à Guillaume V de Hesse-Cassel
5. Catherine-Julienne de Hanau-Münzenberg (de) (1604-1668 Hanau), mariée le 11 septembre 1631 à Albert Othon II de Solms-Laubach, Rödelheim et Assenheim et en secondes noces le 31 mars 1642 à Maurice-Christian de Wied-Runkel
6. Philippe-Maurice de Hanau-Münzenberg (1605-1638), qui lui succède, enterré dans la Marienkirche de Hanau
7. Guillaume-Reinhard de Hanau-Münzenber (de) (1607-1630 Aix-la-chapelle), enterré dans la Marienkirche de Hanau
8. Henri-Louis de Hanau-Münzenberg (de) (1609-1632) est mort pendant le Siège de Maastricht
9. Frédéric-Louis (27 juillet 1610 – 4 octobre 1628 à Paris), enterré dans le tombeau de la famille du duc de Bouillon à Sedan
10. Jacob-Jean de Hanau-Münzenberg (de) (1612-1636 Zabern), enterré à Saint-Nicolas de Strasbourg

## Carrière politique
Ses politiques sont notables pour la modernisation de son petit état. Avec son mariage, il est venu de l'âge de gouverner, bien que la régence se soit poursuivie pour son jeune frère Albrecht. En vertu de la règle Cujus regio, ejus religio, il a changé la confession de son comté pour passer au Calvinisme. Il a réussi, à l'exception de quelques villages dans le district Bornheimerberg, entourés de Francfort et de la copropriété partagée avec la Catholique Romaine, archevêque-électeur de Mayence. Les villages dans les environs de Francfort avaient des liens de cette ville (principalement) luthérienne et la majorité des villageois sont allés aux services luthériens sur le territoire de Francfort. Aussi dans les copropriétés que Philippe Louis II a partagées avec l'Archevêché de Mayence , il ne pouvait pas changer quoi que ce soit — qu'ils soient devenus luthériens lors de la réforme ou soient restés catholique.
L'introduction du calvinisme, à seulement une demi-journée de route de Francfort avec ses franchises commerciales, a fait de Hanau un endroit attrayant pour les Calviniste réfugiés en provenance de la France et, plus tard, à partir du Sud des pays-bas. Ils étaient souvent de riches commerçants et étaient d'intéressants sujets pour un souverain dans le besoin de recettes fiscales. En 1597 et 1604, le comte et les réfugiés ont passé deux traités qui leur a donné un grand degré d'autonomie gouvernementale, et a fondé la “Ville Nouvelle” de Hanau, au sud du centre historique médiéval. Cela s'est avéré être un grand succès et a entamé une croissance économique de Hanau qui a duré jusqu'au XIXe siècle.
Philippe Louis II a également rétabli une communauté juive à Hanau. L'espace a été alloué pour les Juifs au sud des fortifications de la ville historique, qui n'était plus nécessaires, en raison de l'extension de la nouvelle ville. Ce Ghetto ne faisait pas partie de l'une ou l'autre ville, mais placé directement sous le contrôle administratif du comté.
Le comte Philippe Louis II a également essayé de fonder une université. Il a fondé la “Hohe Landesschule” à Hanau. Il l'a calqué sur le Herborn de l'Académie, où il avait étudié lui-même. Il existe encore jusqu'à aujourd'hui comme une école secondaire.